# Гальберштадт, Исай Соломонович
Исай Соломонович Гальберштадт (1842, Одесса — 1892, Москва) — российский адвокат.

## Биография
Родился в Одессе в 1842 году.
В 1864 году окончил юридический факультет Московского университета. В студенческое годы, в 1860—1861 годах, сотрудничал в первом русскоязычном еврейском периодическом издании — одесском еженедельнике «Рассвет» Осипа Рабиновича.
Служил в Московском архиве Министерства юстиции и Московском департаменте Сената. Позднее работал адвокатом. С 31 октября 1871 года — присяжный поверенный в Москве; помощником у него был Н. Н. Вентцель.
В 1881 году выступал в защиту жертв еврейских погромов, в 1891 занимался помощью евреям, выселяемым из Москвы по распоряжению генерал-губернатора великого князя Сергея Александровича.

## Семья
Сын — Лев Исаевич Гальберштадт, журналист и переводчик.